# Tălpaș
Tălpaș è un comune della Romania di 1 480 abitanti, ubicato nel distretto di Dolj, nella regione storica dell'Oltenia.
Il comune è formato dall'unione di 5 villaggi: Moflești, Nistoi, Puținei, Soceni, Tălpaș.